# Саконен-э-Брёй
Саконе́н-э-Брёй (фр. Saconin-et-Breuil) — коммуна во Франции, находится в регионе Пикардия. Департамент коммуны — Эна. Входит в состав кантона Вик-сюр-Эн. Округ коммуны — Суассон.
Код INSEE коммуны — 02667.

## Население
Население коммуны на 2010 год составляло 221 человек.
| 1962 | 1968 | 1975 | 1982 | 1990 | 1999 | 2010 |
| ---- | ---- | ---- | ---- | ---- | ---- | ---- |
| 188  | 194  | 205  | 211  | 233  | 234  | 221  |

## Экономика
В 2010 году среди 143 человек трудоспособного возраста (15—64 лет) 110 были экономически активными, 33 — неактивными (показатель активности — 76,9 %, в 1999 году было 68,0 %). Из 110 активных жителей работали 97 человек (53 мужчины и 44 женщины), безработных было 13 (5 мужчин и 8 женщин). Среди 33 неактивных 11 человек были учениками или студентами, 14 — пенсионерами, 8 были неактивными по другим причинам.